# Comitatul Marche
Marche (în occitană La Marcha) este o regiune istorică și culturală franceză, corespunzătoare unei vechi provincii, având ca capitală orașul Guéret. Marche a fost de asemenea un comitat.
Frontierele sale au fluctuat pe tot parcursul istoriei sale, începând cu Evul Mediu, epoca în care a fost creată. În limitele sale din secolul al XVIII-lea, provincia corespundea departamentului actual Creuse, dar includea și o bună parte din Haute-Vienne (arondismentul Bellac), precum și parohii din Indre, Vienne și Charente. Cea mai mare parte a Marche face acum parte din regiunea Nouvelle-Aquitaine.

## Locație

La Marche în limitele sale de la mijlocul secolului al XVIII-lea și actualele comune și departamente.

Comitatul acoperea un teritoriu care corespundea departamentului Creuse, arondismentului Bellac din Haute-Vienne și câteva comune din departamentele Indre, Vienne și Charente.

## Istorie
Teritoriul acesta a fost desprins în secolul al X-lea din provinciile Limousin și Auvergne, râul Creuse marcând atunci limita. Această desprindere s-a făcut din mai multe motive: primul a fost necesitatea de a lupta împotriva normanzilor; al doilea a fost de a forma o zonă tampon între Ducatul Aquitaniei, sub influența engleză a Casei Plantagenet, și Berry, dar și între provinciile Limousin și Auvergne. Teritoriul a fost apoi împărțit în feude cu frontiere mobile: Haute Marche (în jurul orașului Guéret), principatul de Combraille (cu capitala inițială la Chambon), Vicomitatul de Bridiers (La Souterraine), Basse Marche (în jurul orașului Le Dorat).
Numele de Marche desemnează o zonă intermediară între două teritorii. Comitatul Marche făcea trecerea între posesiunile contilor de Poitou, ducilor de Aquitania, și cele ale regelui Franței. Comitatul Marche a apărut probabil între 955 și 958, când a fost plasat sub autoritatea lui Boson Ier, cunoscut și sub numele de Boson cel Bătrân, primul conte de Marche, fiul lui Sulpice, senior de Charroux.

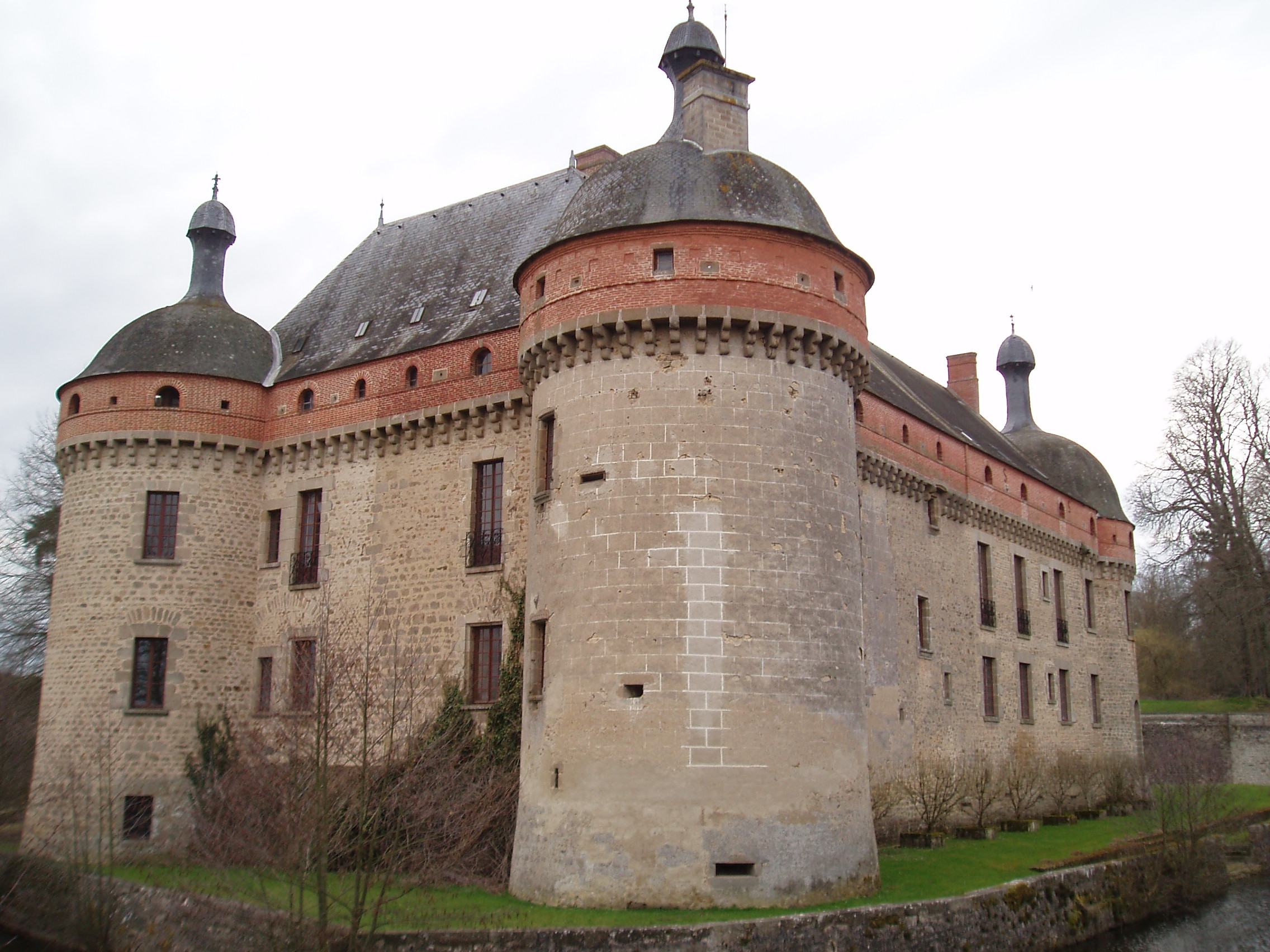
Castelul Saint-Germain-Beaupré, casa marchizilor de Foucault de Saint Germain Beaupré, guvernatori ai Marche din 1630 până în 1752.

Provincia a fost apoi în posesia casei de Montgommery și apoi a casei de Lusignan în 1199. Legată de coroana Franței de Filip al IV-lea cel Frumos, ea revine la Carol al IV-lea cel Frumos în 1309 și devine ducat în 1317. În 1327, este schimbată cu comitatul Clermont-en-Beauvaisis. Apoi revine la Bourbon, iar în 1527, Francisc I o confiscă. După câteva apanaje, este definitiv reunită cu domeniul regal în jurul anului 1531 și guvernată de Foucault de Saint Germain-Beaupré între 1630 și 1752. Succesiunea contilor de la Marche până în secolul al XIV-lea este adesea dificil de stabilit cu certitudine, din lipsă de documente irrefutabile.

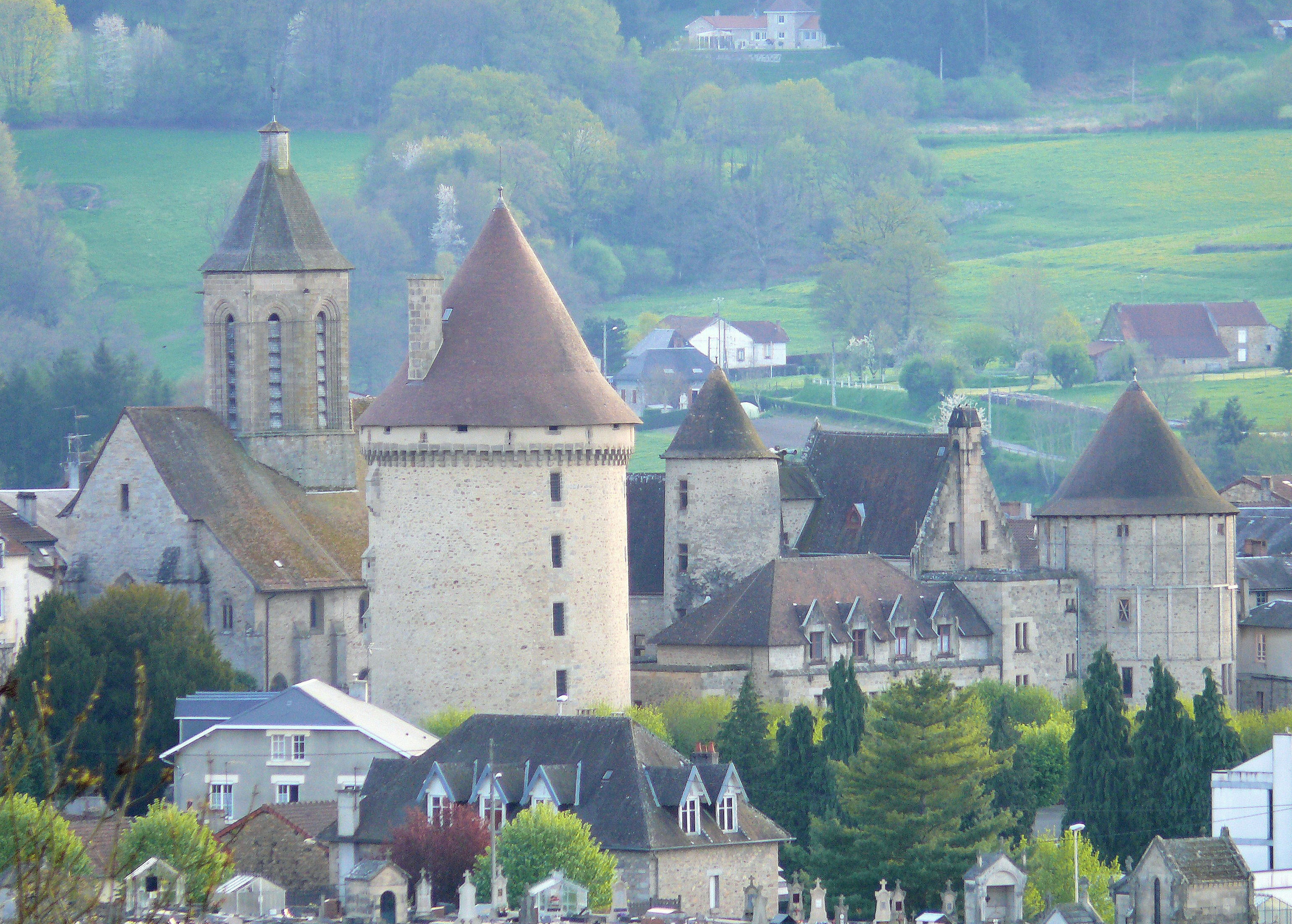
Bourganeuf.

În cadrul comitatului se distingea Basse Marche în jurul localității Le Dorat, și Haute Marche în jurul orașului Guéret. Marche forma o entitate îngustă întinsă pe aproximativ optzeci de kilometri. Comitatele vecine erau următoarele:
- la est: comitatul Auvergne și Senioria Bourbon-l'Archambault, apoi ducatul Bourbon începând cu secolul al XIV-lea;
- la vest: comitatul Poitiers, apoi Poitou;
- la sud-vest: Angoumois în secolele al XIV-lea și al XV-lea;
- la nord: mai întâi Senioria Déols, apoi ducatul Berry, și în cele din urmă Berry în domeniul regal francez[n 5];
- la sud: Vicomitatul de Limoges.

Guéret, Bellegarde, Bourganeuf și Bellac au format circumscripții financiare(Pays d'élection); primele două în generalitatea Moulins, iar ultimele două în generalitatea Limoges.
Marche se găsește în principal în departamentul Creuse și într-o parte a departamentului Haute-Vienne (Bellac).